# Дорофеев, Александр Леонтьевич
Дорофеев Александр Леонтьевич (26 ноября 1928, Москва — 28 декабря 1983, Москва) — советский учёный в области электромагнетизма, доктор технических наук, профессор.

## Биография
Основные работы по неразрушающему контролю были сделаны Дорофеевым во Всесоюзном институте авиационных материалов. Он разработал теорию теорию автогенераторного принципа построения вихретоковых приборов и установил общие закономерности, объединяющие теорию проходных, экранных и накладных вихретоковых преобразователей. Разработал серию дефектоскопов, структуроскопов и толщиномеров.
Руководитель научной школы в области электромагнитных методов контроля качества изделий в авиастроении и смежных отраслях. Своим учителем считал научного руководителя по кандидатской диссертации советского ученого Георгия Ильича Бабата.
Член национального комитета по неразрушающему контролю при АН СССР и специализированного совета по неразрушающему контролю ГКНТ СССР.